# Lake Judge Perez (Luisiana)

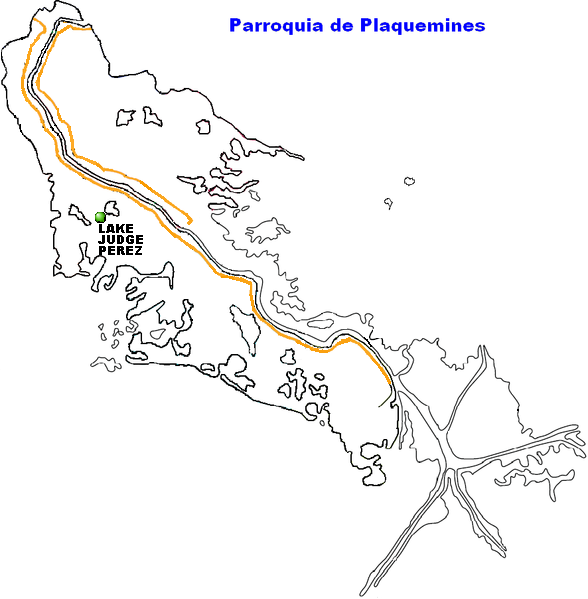
Localización de Lake Judge Perez en el mapa de la Parroquia de Plaquemines.

Lake Judge Perez es una pequeña localidad ubicada sobre el delta del Misisipi, dentro de la parroquia de Plaquemines, en el estado de Luisiana, Estados Unidos.

## Geografía
La localidad de Lake Judge Perez se localiza en 29°33′30″N 89°53′10″O / 29.55833, -89.88611. Esta comunidad posee un solo metro de elevación sobre el nivel del mar, convirtiéndola una zona proclive a las inundaciones. Su población se compone de menos de doscientos habitantes. Esta comunidad se localiza a cuarenta y nueve kilómetros de Nueva Orleans la principal ciudad de todo el estado, y a 529 kilómetros del aeropuerto internacional más cercano, el (IAH) Houston George Bush Intercontinental Airport.